# Langues doso-turumsa
Les langues doso-turumsa sont une famille de langues papoues parlées en Papouasie-Nouvelle-Guinée dans la province ouest.

## Classification
Les langues doso-turumsa sont parlées par d'anciens groupes nomades devenus sédentaires. Les locuteurs résident avec d'autres anciens nomades dont ils ont adopté la langue, le dibiyaso. Les ressemblances dans le vocabulaire, entre le doso-turumsa et le dibiyaso n'est pas imputable à une parenté linguistique mais à des emprunts dus au contact entre les langues.

## Liste des langues
Les deux langues doso-turumsa sont :
- doso
- turumsa